# Neoscirula sepasgasoriani
Neoscirula sepasgasoriani är en spindeldjursart som beskrevs av Den Heyer, Ueckermann och Mohammad Khanjani 20. Neoscirula sepasgasoriani ingår i släktet Neoscirula och familjen Cunaxidae. Inga underarter finns listade i Catalogue of Life.